# إينازوما إليفن جو: رابطة الغريفون المطلقة
إنازوما إلفن غو: كيوكيوكو نو كيزونا غوريفون  (イナズマイレブンＧＯ 究極の絆 グリフォン، حرفياً. إنازوما إلفن غو: عنقاء بوند النهائية) هو فيلم أنمي 2011.  وهو الفيلم الثاني على أساس المانغا. صدر الفيلم في المسارح وذلك في 23 ديسمبر 2011 باليابان. عُرض الفيلم  في كل من ثُنائي الأبعاد التقليدي وثلاثي الأبعاد.

## وصلات خارجية
- مقالات تستعمل روابط فنية بلا صلة مع ويكي بيانات